# Antoine Bourseiller
Antoine Bourseiller (* 8. Juli 1930 in Paris; † 21. Mai 2013 in Arles) war ein französischer Regisseur und Schauspieler bei Theater und Film.

## Leben und Werk

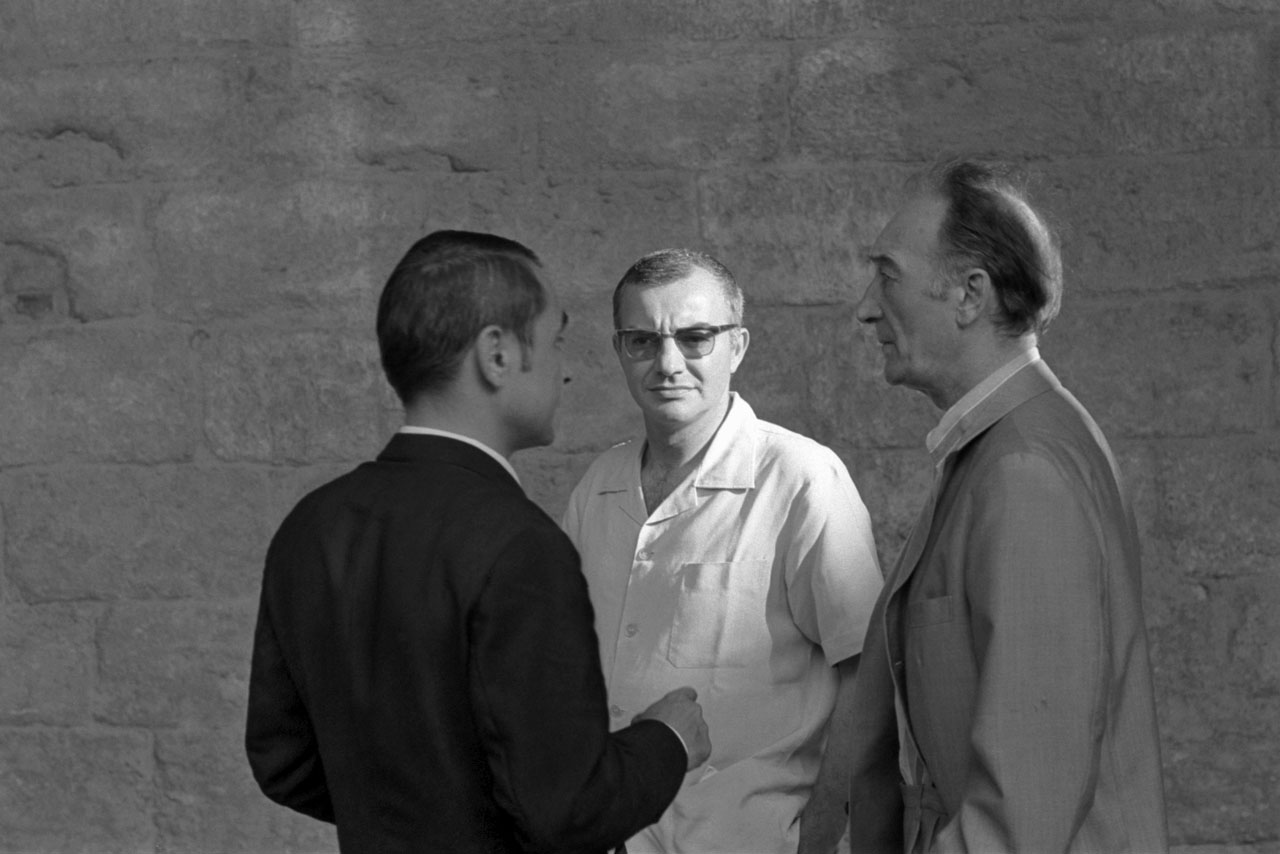
Bourseiller (links) mit dem Autor François Billetdoux und Jean Vilar beim Festival von Avignon 1967

Bourseiller arbeitete in den 1950er-Jahren als Schauspieler in Paris. In dieser Zeit begann er eine Beziehung mit der Regisseurin Agnès Varda; die beiden trennten sich jedoch schon vor der Geburt der gemeinsamen Tochter Rosalie Varda im Jahr 1958. Dennoch verpflichtete Varda ihn 1962 für die wichtige Rolle des Soldaten Antoine in ihrem Film Mittwoch zwischen 5 und 7, der zu einem der großen Klassiker der Nouvelle Vague wurde. Auch in Trois places pour le 26 von Vardas späterem Ehemann Jacques Demy übernahm er 1988 eine Rolle. Bourseillers Fokus lag allerdings in erster Linie auf der Theaterarbeit, was sich daran zeigt, dass er in dem Zeitraum zwischen 1955 und 2013 an nur rund 20 Film- und Fernsehproduktionen mitwirkte.
Bourseiller konnte sich mit Beginn der 1960er-Jahre als Theaterregisseur etablieren, als er mehrere Theaterpreise gewann. Er galt als Schüler von Jean Vilar und arbeitete viele Jahre an dessen Festival von Avignon in wichtigen Funktionen mit. Er war als Theaterregisseur an führenden Bühnen wie der Comédie-Française oder dem Théâtre des Champs-Élysées beschäftigt. Im Laufe seiner Karriere arbeitete er mit großen Namen wie Gérard Philipe, Brigitte Bardot, Jean-Louis Barrault, Jean-Luc Godard, Samuel Beckett, Günter Grass und Michel Simon. Er war für seine Aufführungen der Dramen von unter anderem Jean Genet und Bertolt Brecht bekannt. Später inszenierte er auch bis in das neue Jahrtausend hinein Opernproduktionen. Von 1982 bis 1996 fungierte er als Direktor der Opéra national de Lorraine. Er drehte einen einzigen Spielfilm als Regisseur, die Komödie Marie Soleil (1964) mit Danièle Delorme, die allerdings keinen durchschlagenden Erfolg erzielen konnte.
1993 wurde er vom französischen Kulturministerium zum Komtur des Ordre des Arts et des Lettres ernannt. Neben Rosalie Verda ist er auch Vater der Schauspielerin Marie Sara (* 1964), die aus seiner Ehe mit der Schauspielerin Chantal Darget (1934–1988) stammt. Bourseiller starb im Mai 2013 im Alter von 82 Jahren.

## Filmografie (Auswahl)
Als Schauspieler
- 1955: Straße der Verdammten (Le couteau sous la gorge)
- 1961: Galante Liebesgeschichten (Amours célèbres)
- 1962: Mittwoch zwischen 5 und 7 (Cléo de 5 à 7)
- 1962: Les culottes rouges
- 1966: Der Krieg ist vorbei (La guerre est finie)
- 1966: Masculin – Feminin oder: Die Kinder von Marx und Coca-Cola (Masculin féminin: 15 faits précis, Cameo-Auftritt)
- 1976: Ich, Pierre Riviere, der ich meine Mutter, meine Schwester und meinen Bruder getötet habe (Moi, Pierre Rivière, ayant égorgé ma mère, ma soeur et mon frère...)
- 1980: Der ungeratene Sohn (Un mauvais fils)
- 1981: Clara und die tollen Typen (Clara et les Chics Types)
- 1988: Trois places pour le 26
- 2012: Die Mondnacht von Toulon (Les cinq parties du monde, Fernsehfilm)
- 2013: Le grand retournement

Als Regisseur
- 1964: Marie Soleil (Spielfilm)
- 1981: Jean Genet: Entretien avec Antoine Bourseiller (Fernseh-Dokumentarfilm)